# Монтелатаја (Гросето)
Монтелатаја је насеље у Италији у округу Гросето, региону Тоскана.
Према процени из 2011. у насељу је живело 11 становника. Насеље се налази на надморској висини од 51 м.